# Architectonics V
Architectonics V is een compositie van Erkki-Sven Tüür. Het maakt deel uit van een serie van zeven werken met dezelfde titel, geschreven voor diverse ensembles in diverse samenstellingen.
Architectonics V wijkt sterk af van de andere werken in de serie. Met haar twaalf minuten is het het langste werk binnen de Architectonics. Het is geschreven als duet voor elektrische gitaar en versterkte piano. Door de versterking van zowel gitaar als piano, kan het werk ingedeeld worden als eigentijdse klassieke muziek, jazz en zelfs rock. De opdracht voor deze Architectonicsvariant kwam van John Tamburello, maar het is niet bekend of hij het ooit heeft gespeeld.
Van dit werk zijn twee opnamen beschikbaar:
- Uitgave Finlandia/Apex: Het Estse NYYD-Ensemlbe in een opname uit 1996
- Uitgave CCnC: het Absolute Ensemble o.l.v. Kristjan Järvi in een opname van rond 2000